# Ove Verner Hansen

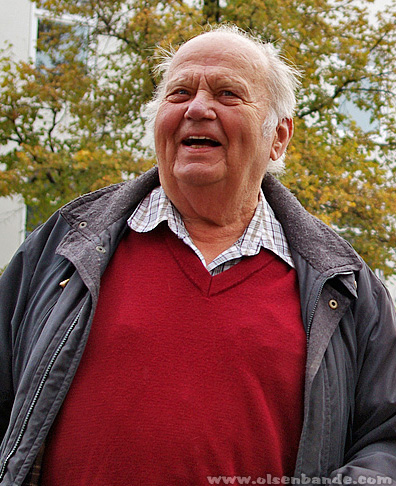
Ove Verner Hansen im Oktober 2013 in Kopenhagen

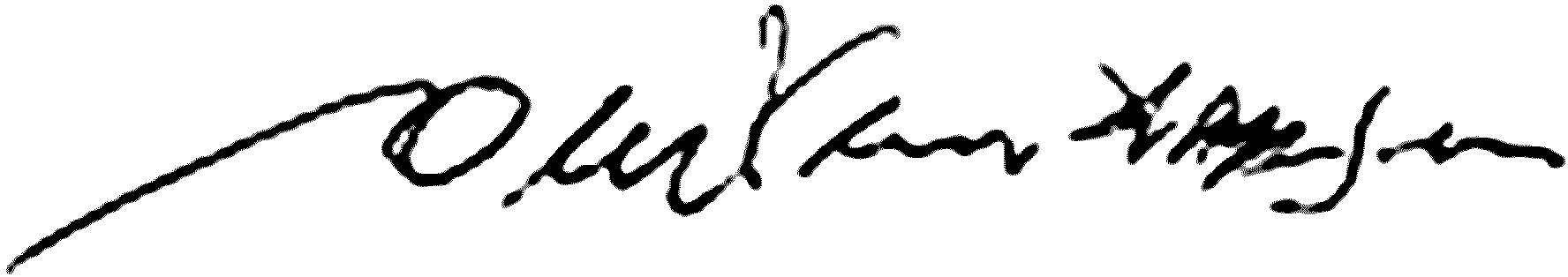
Autogramm von Ove Verner Hansen

Ove Verner Hansen (* 20. Juli 1932 in Helsingør; † 20. Februar 2016 in Gentofte Kommune) war ein dänischer Schauspieler, Opernsänger (Bass) und Koch.

## Leben
Hansen war der Sohn des Modelltischlers Evald Verner Hansen († 1973) und seiner Frau Anna Thora Nielsen († 1993) und wuchs in Helsingør auf der Insel Seeland (Sjælland) auf. Sein Vater war Inhaber einer Tischlerei und sang im Kirchenchor des Doms zu Helsingør; später brachte er auch seinen Sohn in den Chor. Nach seinem Schulabschluss nahm Ove Verner Hansen in Helsingør eine Ausbildung zum Bürofachmann auf und arbeitete anschließend auch als Matrose, Holzfäller, Bergmann sowie Sanitäter. Mit 26 Jahren kam er 1958 in den Rundfunkchor von Danmarks Radio. Aufgrund einer Empfehlung ging er an die Det kgl. Teaters Operaskole, die Opernschule des Königlichen Theaters in Kopenhagen, und absolvierte dort eine Ausbildung zum Opernsänger. 1960 trat Hansen erstmals als Mitglied des Opernchors am Königlichen Theater auf; 1963 gab er dort sein Debüt als Solist in der Rolle des „Osmin“ in Mozarts Die Entführung aus dem Serail. Er bekam anschließend ein festes Engagement und war viele Jahre lang der führende Bass-Buffo am Haus. Er verkörperte unter anderem den Leporello in Don Giovanni und den Rendegarn in Ein Sommernachtstraum. Bis zu seiner Pensionierung 1987 war Hansen als Opernsänger und Theaterschauspieler am Königlichen Theater engagiert, absolvierte jedoch auch Gastauftritte als Sänger und Schauspieler an vielen anderen skandinavischen Theater-und-Opernhäusern. Er trat daneben als Sänger in einigen Fernsehshows auf. Etliche seiner vielseitigen musikalischen Werke wurden auf Schallplatte veröffentlicht.
Hansen wirkte ebenso in mehr als 40 dänischen Filmen und einigen Fernsehproduktionen mit. Durch sein auffallendes komödiantisches Talent wurde er vom Regisseur Erik Balling entdeckt und spielte in einigen seiner Filme mit. Seine im deutschsprachigen Raum bekannteste Rolle ist das „Dumme Schwein“ in den Filmen der Olsenbande. In dieser verkörperte er – nach zwei kleineren Rollen im vierten und fünften Film – seit dem sechsten Teil Der (voraussichtlich) letzte Streich der Olsenbande den Handlanger der mächtigen Gegenspieler der Bande. Außerdem spielte er in einigen Filmen des norwegischen Remakes der Olsenbande dieselbe Rolle. Damit hält er unter allen beteiligten Schauspielern den Rekord mit insgesamt 16 Olsenbanden-Filmen. Im dänischen Originalton wird er „Bøffen“ und in der norwegischen Fassung der Olsenbande „Biffen“ genannt (Deutsch: Boulette) wohl aufgrund seiner Statur. Mit Ove Verner Hansen wurde auch im 14. norwegischen Olsenbande-Film Olsenbandens siste stikk ein Auftritt in der Rolle als „Dummes Schwein“ gedreht. Aufgrund der Länge des Films wurde sein Part allerdings wieder herausgeschnitten; er ist daher in der Endfassung nicht zu sehen. Bei dem dänischen Original Der (wirklich) allerletzte Streich der Olsenbande blieb die Rolle des „dummen Schweins“ von Ove Verner Hansen dagegen als Bestandteil des Films erhalten. Danach zog sich Hansen endgültig aus der Filmbranche zurück.
Zudem betätigte er sich in seiner Freizeit als Hobbykoch und schrieb mehrere Bücher zum Thema Kochen und etliche Kochbücher. Er hatte auch als Fernsehkoch im dänischen Fernsehen regelmäßig Auftritte.
Ove Verner Hansen war seit dem 11. Dezember 1960 mit Birthe Hansen verheiratet. Er starb nach kurzer Krankheit während eines Aufenthaltes im Krankenhaus Gentofte bei Kopenhagen im Alter von 83 Jahren an Herzversagen im Beisein seiner Familie. Die Trauerfeier fand am 27. Februar 2016 im Dom zu Helsingør statt. Gemäß seinem Wunsch wurde anschließend seine Asche am Öresund bei Helsingør verstreut.

## Filmografie
- 1970: Svejk i anden verdenskrig
- 1971: Mutti, Mutti, er hat doch gebohrt (Tandlæge på sengekanten)
- 1972: Manden på Svanegården
- 1972: Livsens ondskab (Miniserie)
- 1972: Die Olsenbande und ihr großer Coup (Olsen-bandens store kup)
- 1973: Mig og mafiaen
- 1973: Die Olsenbande läuft Amok (Olsen-banden går amok)
- 1974: Fra Hofteatret: Sorte øjne (Fernsehserie)
- 1974: Natten i ventesalen'
- 1974: Der (voraussichtlich) letzte Streich der Olsenbande (Olsen-bandens sidste bedrifter)
- 1975: Die Olsenbande stellt die Weichen (Olsen-banden på sporet)
- 1975–1977: Oh, diese Mieter! (Huset på Christianshavn) (Fernsehserie; 8 Auftritte)
- 1976: Die Olsenbande sieht rot (Olsen-banden ser rødt)
- 1976: Strømer
- 1977: Olsenbanden og Dynamitt-Harry på sporet
- 1977: Pas på ryggen, professor
- 1977: Die Olsenbande schlägt wieder zu (Olsen-banden deruda´)
- 1977: Ministerens mord (Fernsehserie)
- 1978: Olsenbanden og Data-Harry sprenger verdensbanken
- 1978: Die Olsenbande steigt aufs Dach (Olsen-banden går i krig)
- 1979: Krigernes børn
- 1979: Die Olsenbande ergibt sich nie (Olsen-banden overgiver sig aldrig)
- 1981: Olsenbanden gir seg aldri!
- 1981: Die Olsenbande fliegt über die Planke (Olsen-bandens flugt over plankeværket)
- 1981: Die Olsenbande fliegt über alle Berge (Olsen-banden over alle bjerge)
- 1982: Olsenbandens aller siste kupp
- 1983: Hole in One
- 1984: Privatdetektiv Anthonsen (Anthonsen)
- 1984: …men Olsenbanden var ikke død!
- 1985: Smugglarkungen
- 1996: Die Olsenbande läßt grüßen (Dokumentation)
- 1998: Der (wirklich) allerletzte Streich der Olsenbande (Olsen-bandens sidste stik)

## Auszeichnungen
- 1982: LOs Kulturpreis[3]

## Bibliografie (Auswahl)
- Ove Verner Hansen: Ove Verner Hansens Hver dags mad (Ove Verner Hansens Gerichte für jeden Tag), ISBN 87-7714-512-7
- Ove Verner Hansen: Ove Verner Hansens Fiskekogebog (Ove Verner Hansens Fischkochbuch), Cicero, Kopenhagen 1999. ISBN 87-7714-342-6
- Ove Verner Hansen und Heinz Kurth: Barbecue: på grillfod med Ove Verner Hansen (Barbecue: Grillen mit Ove Verner Hansen), 80 S., Hamlet, Kopenhagen 1979. ISBN 87-7321-120-6
- Ove Verner Hansen: Mandemad: 66 opskrifter for far i køkkenet (Männeressen: 66 Rezepte für den Vater in der Küche), 84 S., Borgen, Kopenhagen 1974
- Ove Verner Hansen: God mad fra det gode køkken: opskrifter (Gutes Essen aus der Küche: Rezepte), 63 S., HTH Køkkener og garderobeskabe, Kopenhagen 1979. ISBN 87-980701-1-8